# الکساندر ایساک
الکساندر ایساک (سوئدی: Alexander Isak؛ زادهٔ ۲۱ سپتامبر ۱۹۹۹) بازیکن فوتبال اهل سوئد است که برای باشگاه فوتبال نیوکاسل یونایتد بازی می کند.

## باشگاهی
از باشگاه‌هایی که در آن بازی کرده است می‌توان به ای‌آی‌کی، بروسیا دورتموند، ویلم دوم و رئال سوسیداد اشاره کرد.